# شوقي زغلول
شوقى مصطفى زغلول (14 نوفمبر 1947 - 5 يناير 1988) هو فنان تشكيلي  ورسام مصري.

## حياته
شوقى مصطفى زغلول ولد في طنطا بمحافظة الغربية عام 14 نوفمبر 1947، حيث أصبح من أحد أهم رواد الفن التشكيلي المبدعين المصريين، ولد في مدينة طنطا المصرية التي تقع في محافظة الغربية عام 1947،حصل علي بكالوريوس فنون جميلة قسم تصوير 1972، أكمل بعد ذلك دراسته الجامعية في قسم التصوير وأعلن عن تخرجه منها في عام 1972، وبعد ذلك أصبح هذا الفنان عضواََ في الجمعية الأهلية للفنون الجميلة.

## مسيرته الفنية
بدأ مسيرته الفنية في مجال الفن التشكيلي الذي إشتهر به، حيث كانت عناوين لوحاته تعبر عن البيئة الشعبية المصرية والفلكلور الشعبي، كان يعتبر (الإنسان) أحد أهم القضايا الفنية، فكانت لوحاته مخزن أساسي للإنسانية التي يظغي عليها الحزن، فكان تركيزه على أن يقوم على إظهار مجموعة الصفات المجردة التي يستطيع أن يميزها العقل الإنساني، وكان يقوم على رسم شخصيات تعبر عن كيانه الفني دون ان تنتمي إلى أي طبقة إجتماعية محددة.
أمضى الفنان شوقى زغلول ما يقارب العشرة أعوام في مهنة التدريس والرسم في مدينة الكويت، حيث كان مدرساََ ورساماََ صحفياََ الذي يمتلك العديد من اللوحات الفنية التشكيلية ذات الطابع المميز والفريد من نوعه.

## المعارض الفنية الخاصة[2]
- معرض خاص وقع في مركز شباب جزيرة بدران (عام 1974).
- معرض خاص وقع في بمركز شباب جزيرة بدران (عام 1975).
- معرض خاص وقع في فندق بونير في القاهرة (عام 1976).
- معرض خاص وقع في أتيليه القاهرة بعد وفاته (عام 1989).
- معرض خاص وقع في قاعة خان المغربى في الزمالك بعد وفاته (عام 2003).
- معرض خاص وقع في قاعة خان المغربى في الزمالك بعد وفاته (عام 2007).
- معرض خاص (كأنه حلم) وقع في قاعة خان المغربى في الزمالك بعد وفاه (2017).

## المعارض الجماعية الفنية (المحلية)[2]
- معرض الصور الشخصية البورترية الذي وقع في قاعة الفنون الجميلة (عام 1973).
- صالون الخريف الذي وقع في قاعة مبنى الاتحاد الاشتراكى (عام 1973) .
- المعرض العام للفنون التشكيلية الدورة الخامسة (عام 1973).
- معرض الربيع الثالث عشر (عام 1974).
- المعرض العام للفنون التشكيلية الدورة السابعة (عام 1975).
- المعرض العام للفنون التشكيلية الدورة الثامنة (عام 1976).
- معرض الربيع الخامس عشر(عام 1976).
- معرض الطفولة الذي وقع في قاعة سراى النصر (عام 1976).
- معرض الفنانين السبعة الذي وقع في قاعة الفنون الجميلة (عام 1978).
- معرض الربيع السابع عشر الذي وقع في قاعة الفنون الجميلة (عام 1978).
- معرض جماعي وقع في قصر ثقافة دسوق (عام 1978).
- معرض الفنانين السته الذي وقع في المركز الثقافى الفرنسى (عام 1979).
- معرض الربيع الثامن عشر (عام 1979).
- المعرض الثالث للفنانين التشكيليين الذي تم إقامته في جامعة عين شمس (عام 1979).
- معرض الربيع التاسع عشر (عام 1980).
- معرض الفنون التشكيلية الذي تم إقامته في قاعة السلام ، ثورة التصحيح (عام 1980).
- صالون الجمعية الاهلية الذي تم إقامته في قاعة فندق المريديان (عام 1981).
- صالون الجمعية الاهلية (عام 1986).
- معرض الجمعية الاهلية للفنون الجميلة الذي تم إقامته بعد وفاته (عام 1989).
- معرض بعنوان ( في البرواز ) الذي تم إقامته بعد وفاته في قاعة خان المغربى في الزمالك (عام 2007).
- معرض بعنوان (لقاء الاجيال) الذي تم إقامته بعد وفاته في قاعة خان المغربى الزمالك (عام 2008).
- معرض ( مبدعون خالدون ) الذي تم إقامته بعد وفاته (عام 2018).

## وفاته
توفي الفنان التشكيلي شوقي زغلول في عام 1988، حيث كان عمره في ذلك الوقت 41 عام، أشارت المصادر بأنه توفي بسبب حادث حدث معه في مدينة الكويت، ومن ثم قامت زوجته على نقل جثمانه إلى مصر ودفن فيها.

## أشهر أقواله
| شوقي زغلول | إن حبي للوحة لا يقدر بأغظم الأشياء، عدا أن ذلك موجود داخلي. | شوقي زغلول |

| شوقي زغلول | إنني أدرك أن الفن بالنسبة لي هو طريق وحياه وشغفاََ وحب. | شوقي زغلول |

| شوقي زغلول | من الأفضل ان أكون رساماََ دون أي عمل آخر كما أنه لا يمكن على المرء أن يخادع ذاته ويصنع ما لا يحبه | شوقي زغلول |